# Schnoor

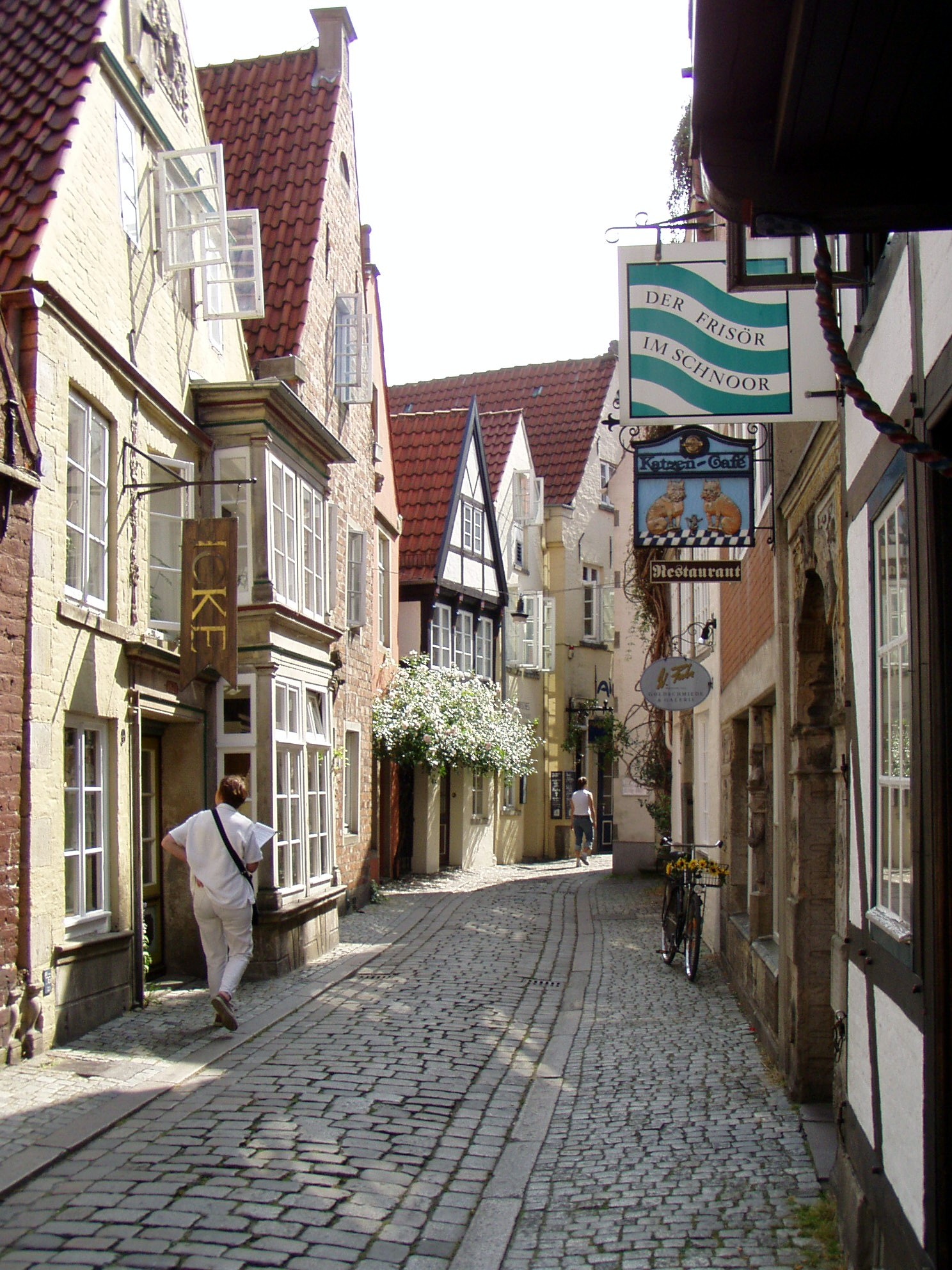
Il quartiere di Schnoor, a Brema

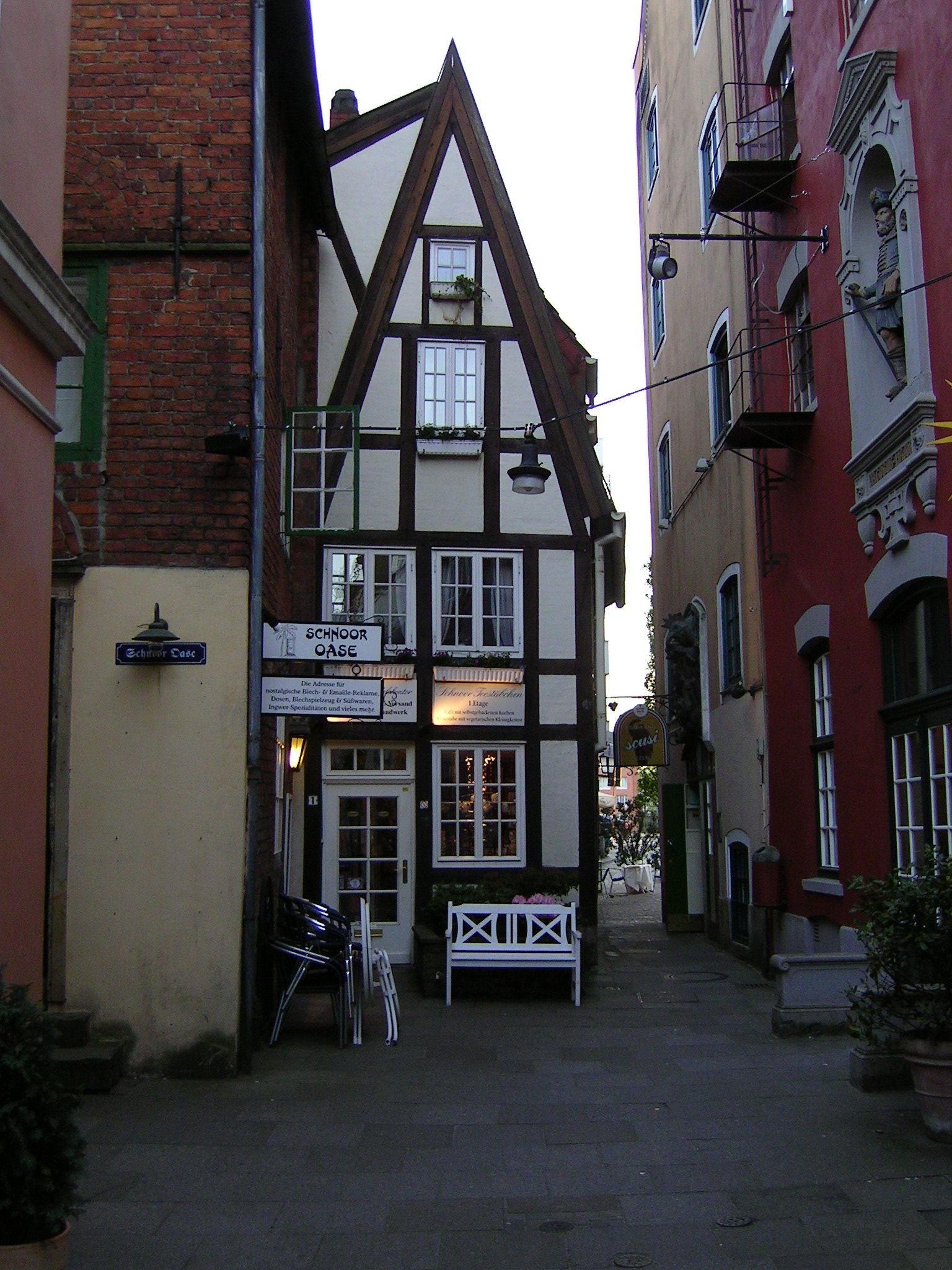
Uno degli edifici più famosi dello Schnoor

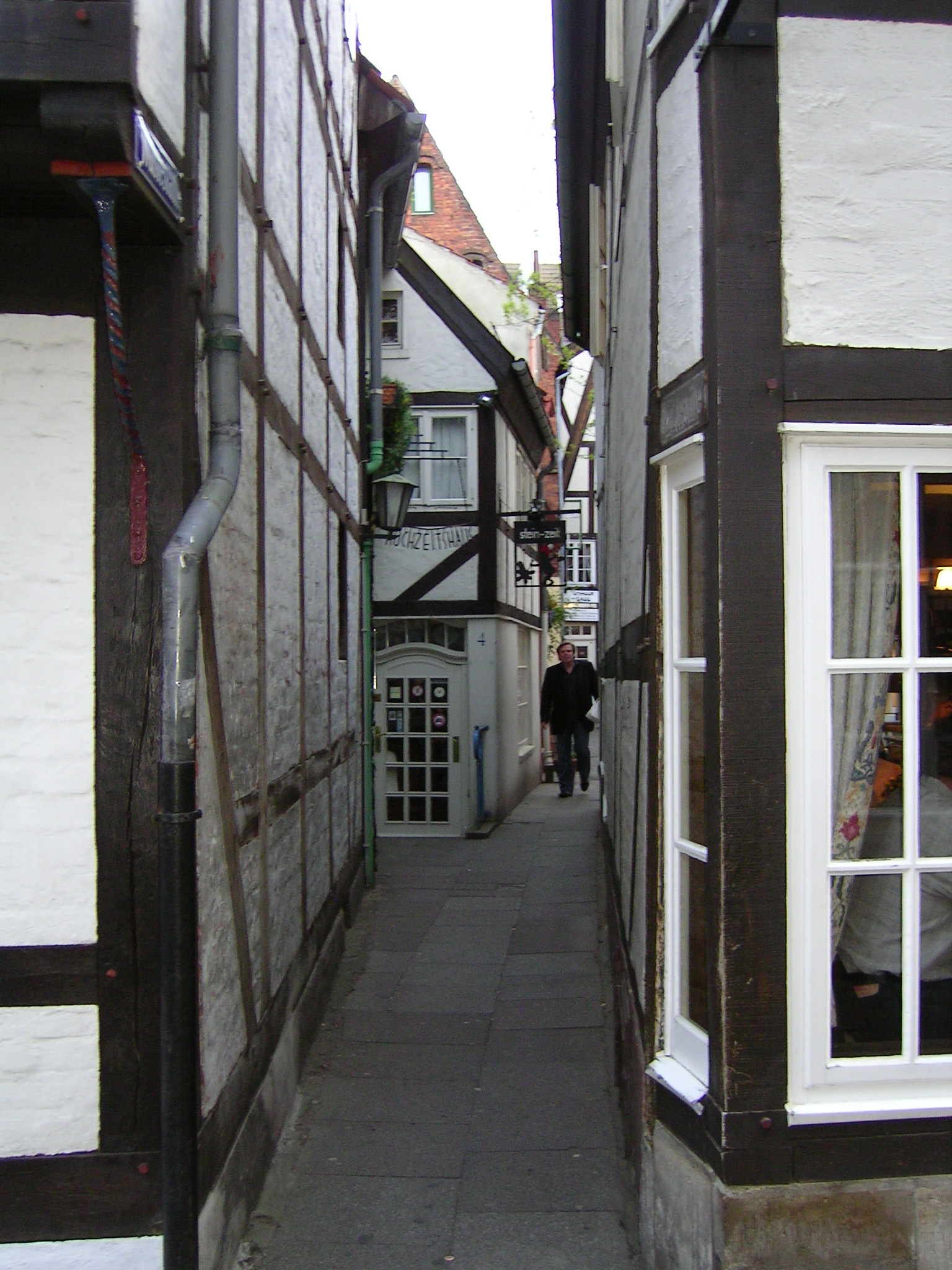
Una delle strette viuzze dello Schnoor

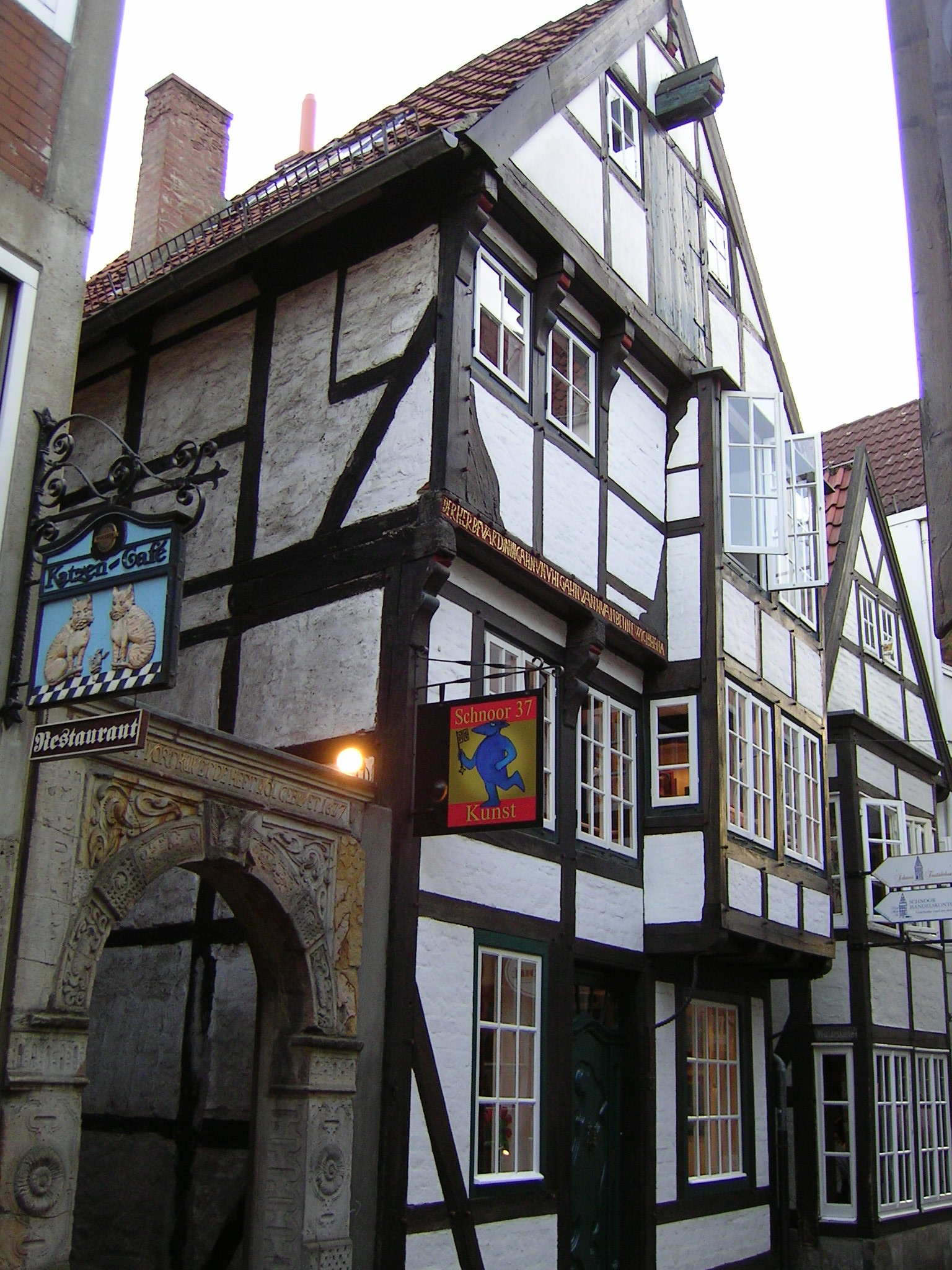
Altri edifici a graticcio dello Schnoor

Lo Schnoor (in basso tedesco anche: Snoor) o Schnoorviertel (Schnoor + Viertel “quartiere”) è un famoso quartiere storico del centro della città tedesca di Brema (Germania nord-occidentale), nel distretto di Bremen-Mitte, composto da piccoli edifici (molti dei quali a graticcio) del XVI – XIX secolo, fortunatamente scampati alle distruzioni della seconda guerra mondiale e restaurati a partire dal 1958:  si tratta del più antico nucleo abitativo della città.
Il quartiere, in origine abitato da pescatori e che, all'inizio del XX secolo, era una delle zone più povere della città, ha oggi un carattere prettamente turistico e gli edifici situati nelle strette viuzze dello Schnoor ospitano negozi (soprattutto di souvenir), bar, alberghi e ristoranti.
Molti degli edifici sono monumenti protetti (v. il paragrafo Edifici protetti).

## Caratteristiche
Il quartiere è caratterizzato da strette viuzze, sulle quali si affacciano degli edifici risalenti per lo più al Classicismo (1800-1850) e all'Istoricismo (1850 – 1890); solo alcuni risalgono al Barocco (1700 – 1770) e pochi al Rinascimento del Weser (1550  e 1630).
Molte denominazioni delle vie dello Schnoor fanno riferimento ad un uso passato, come ad esempio la Stavendamm, il cui nome deriva dalla parola basso tedesco Stave, che significa “stanza” (cfr. ted. Stube) e si deve alla presenza in loco di un bagno (ted. Badestube) pubblico.
Tra gli edifici più famosi e curiosi, figura quello che ora ospita un albergo con una sola stanza.

## Ubicazione
Lo Schnoor si trova nella zona sud-orientale della città, vicino al corso del fiume Weser e nei pressi del Wilhelm-Kaisen-Brücke, tra le vie Tiefer Osterdeich (la strada lungo il Weser, con la quale lo Schnoor è collegato da un sottopassaggio chiamato “Tunnel Schnoor-Tiefer”), Altenwall e Balgebrückstraße.

## Origini del nome
Il nome deriva dalla parola Schnoor o Snoor, che significa “filo” e che fa riferimento ad antichi lavori manuali che si svolgevano in loco (cfr. ted. Schnur).

## Storia
Le prime notizie sul quartiere di Schnoor si hanno nel XIII secolo, quando ai margini dello stesso venne costruito un convento francescano, di cui rimane la chiesa.
Il quartiere si sviluppò soprattutto tra i secoli XVI e XVIII.
All'inizio del XX secolo, lo Schnoor fu abitato quasi esclusivamente dalle persone povere della città e fu quindi a rischio demolizione, perché considerato alla stregua di una “baraccopoli”.
Infine, a partire dal 1958 – 1959, iniziò un'opera di restauro.

## Punti d'interesse
- Bremer Gechichtenhaus
- Schifferhaus
- Spielzeugmuseum (“Museo del giocattolo”)

## Edifici protetti
Tra gli edifici dello Schnoor posti sotto tutela, vi sono:
- Schnoor 1 - 43
- Am Landherrnamt 1 - 10
- Dechanatstraße 11, 13, 15
- Franziskanerstrasse 5 e 6
- Hinter der Balge 1, 2, 5, 6, 9, 10 e 12
- Hinter der Holzpforte 1 - 4, 8 e 20
- Hohe Straße 1, 2, 3 e 15
- Kolpingstraße 2 - 4, 6, 7 e 9
- Lange Wieren 12 e 13
- Marterburg 26 - 29b e 45 e i resti delle mura cittadine
- Spiekerbartstraße 1 e 2
- Stavendamm 15
- Stavenstraße 7 - 12, 14 - 19
- Wüstestätte 1 - 11

## Ulteriori immagini

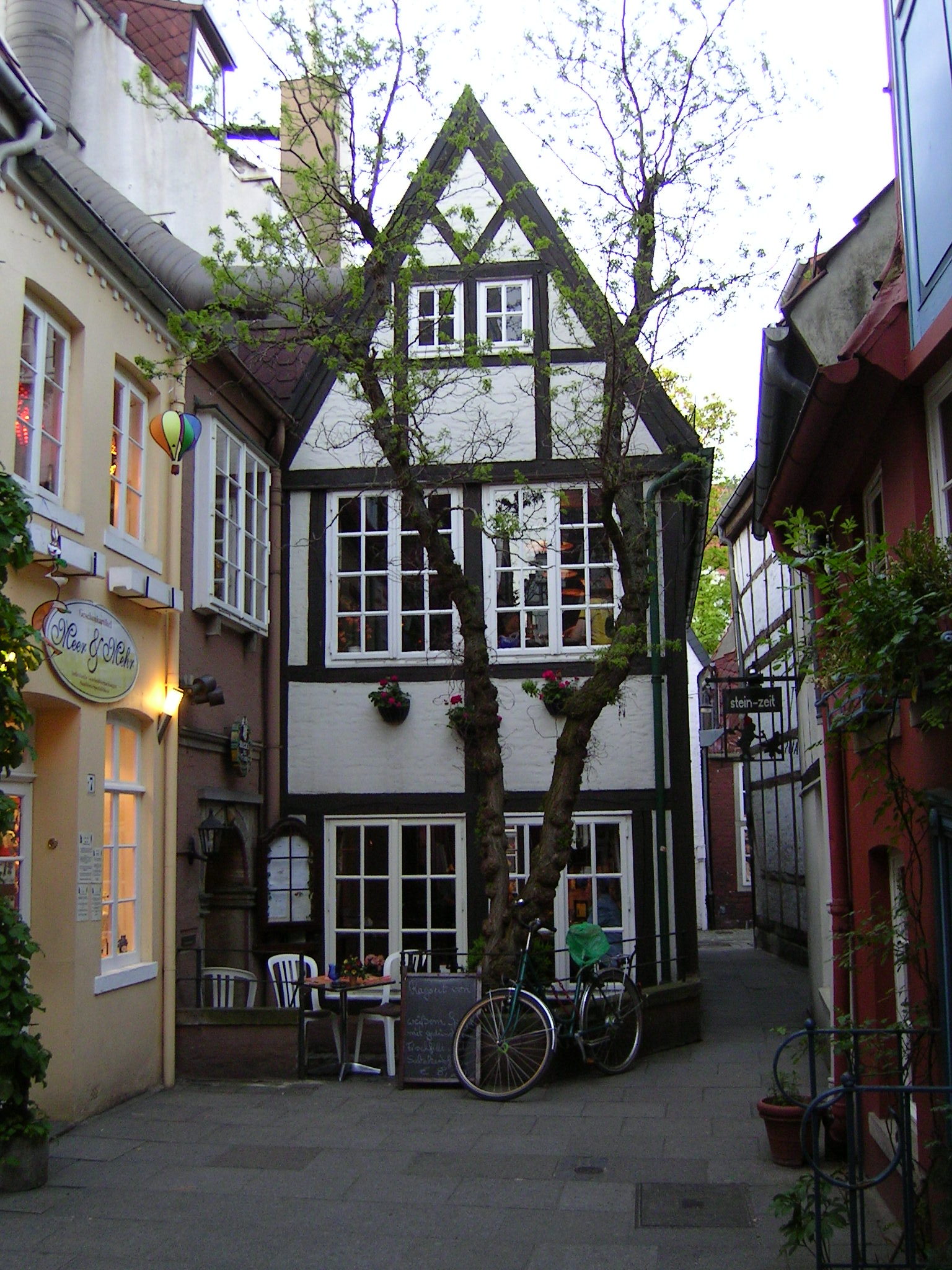
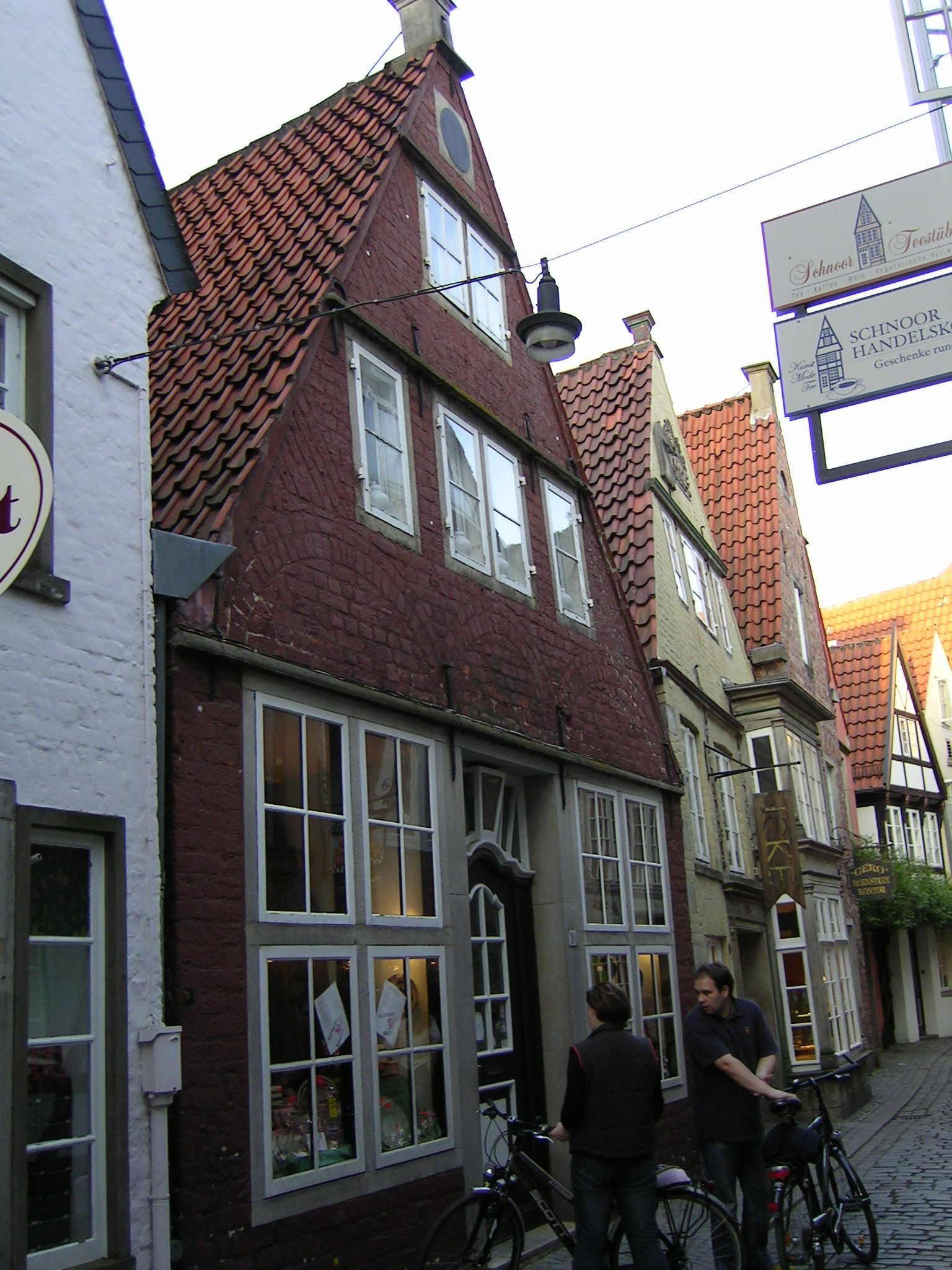
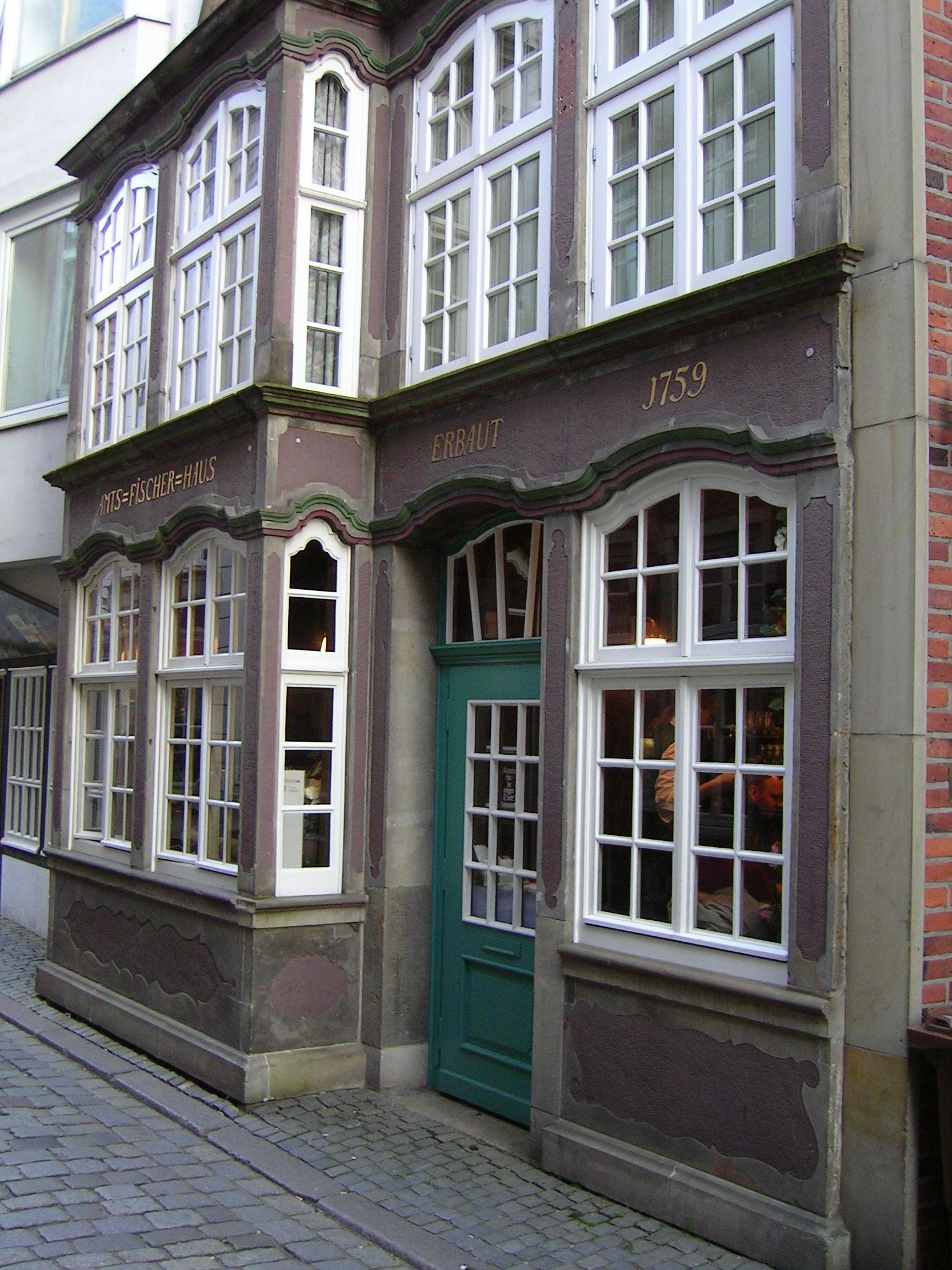

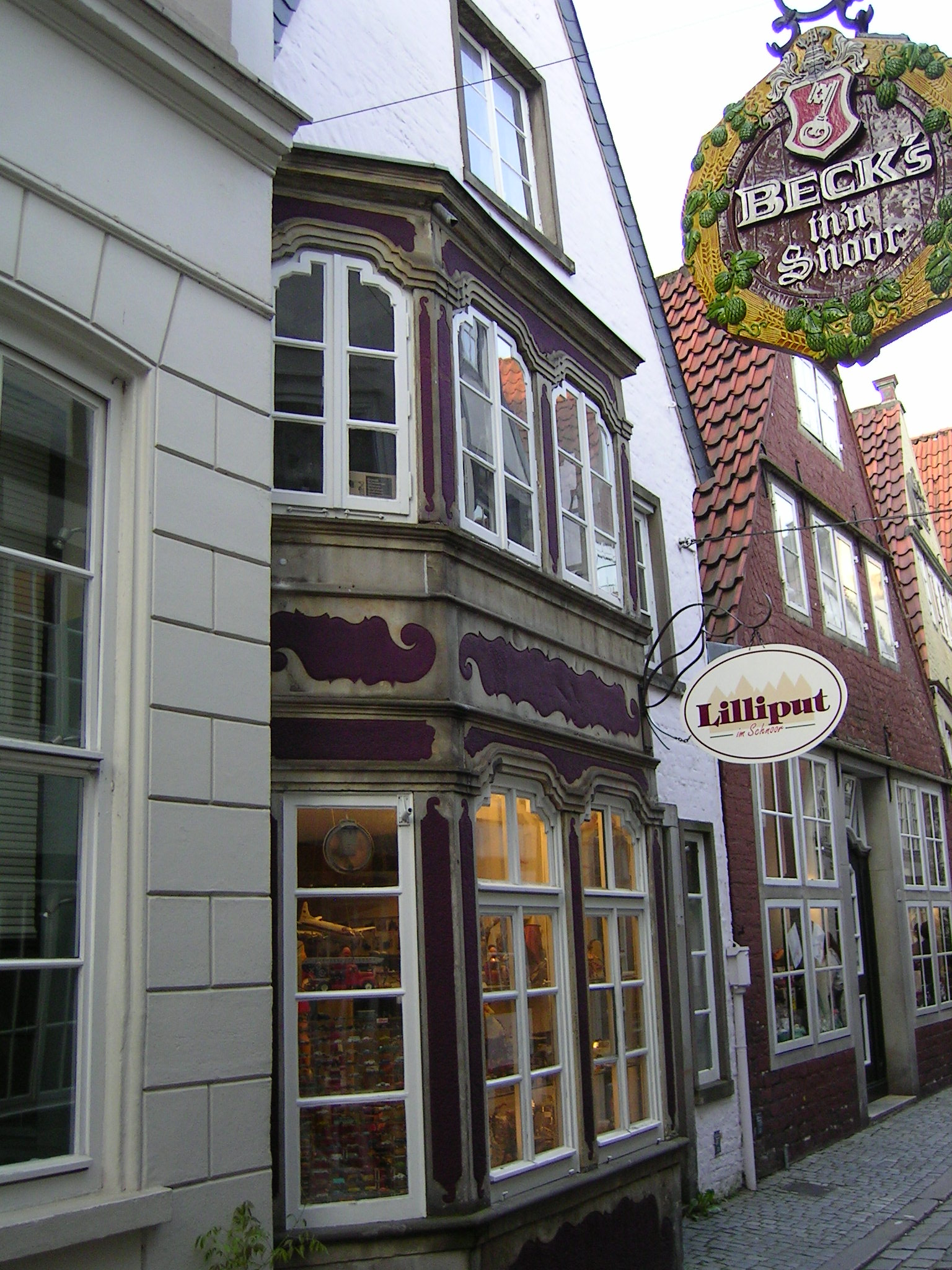
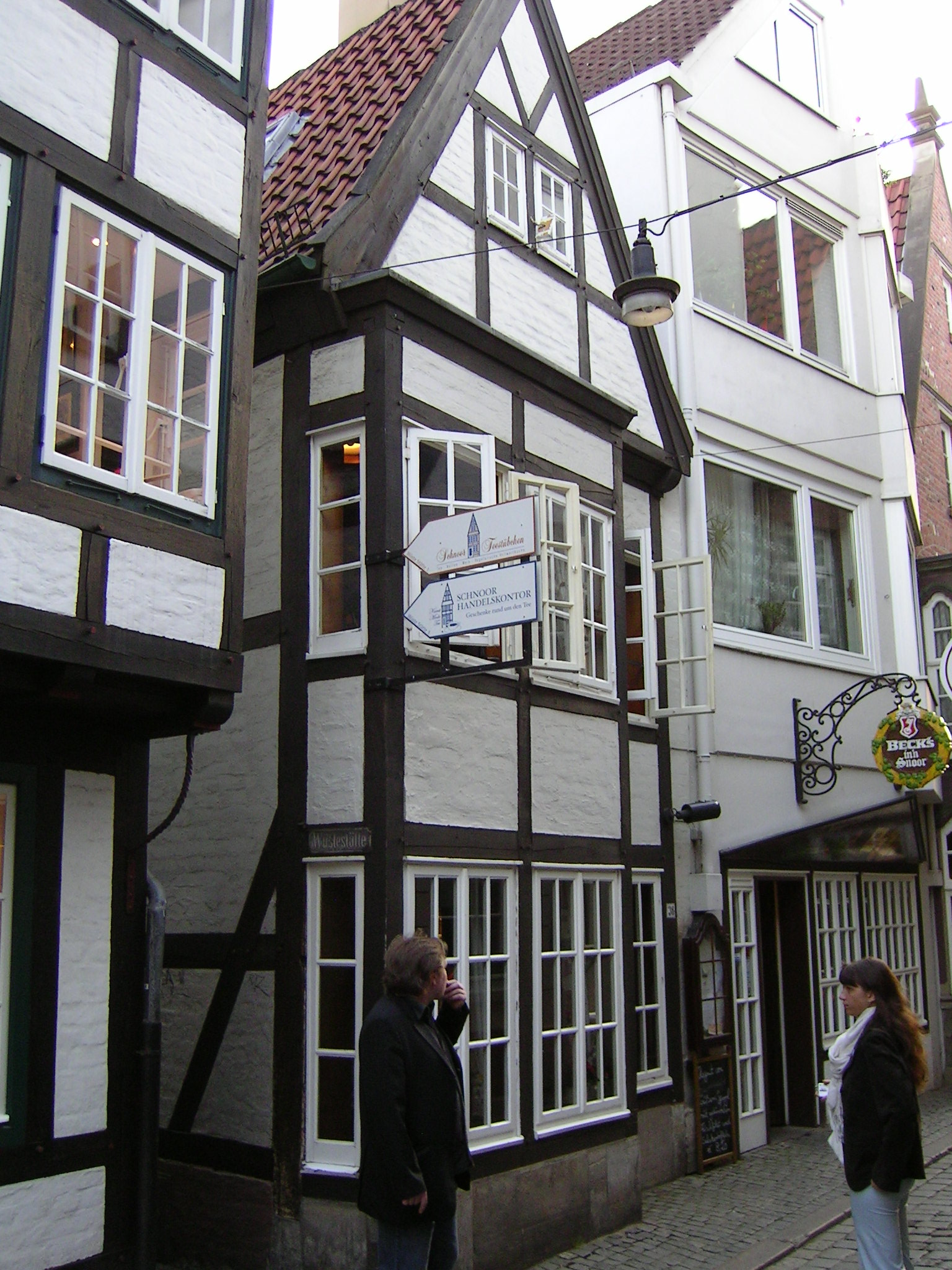
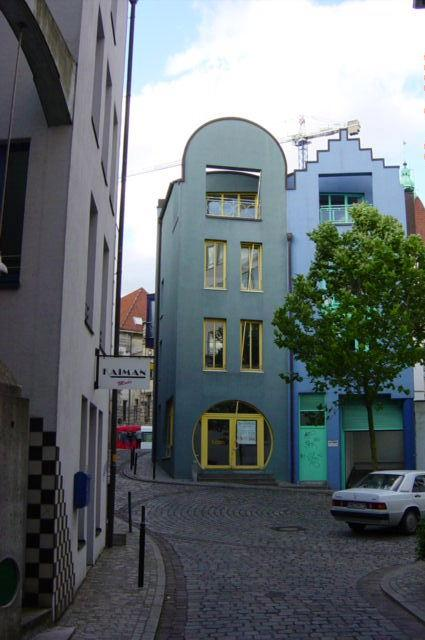

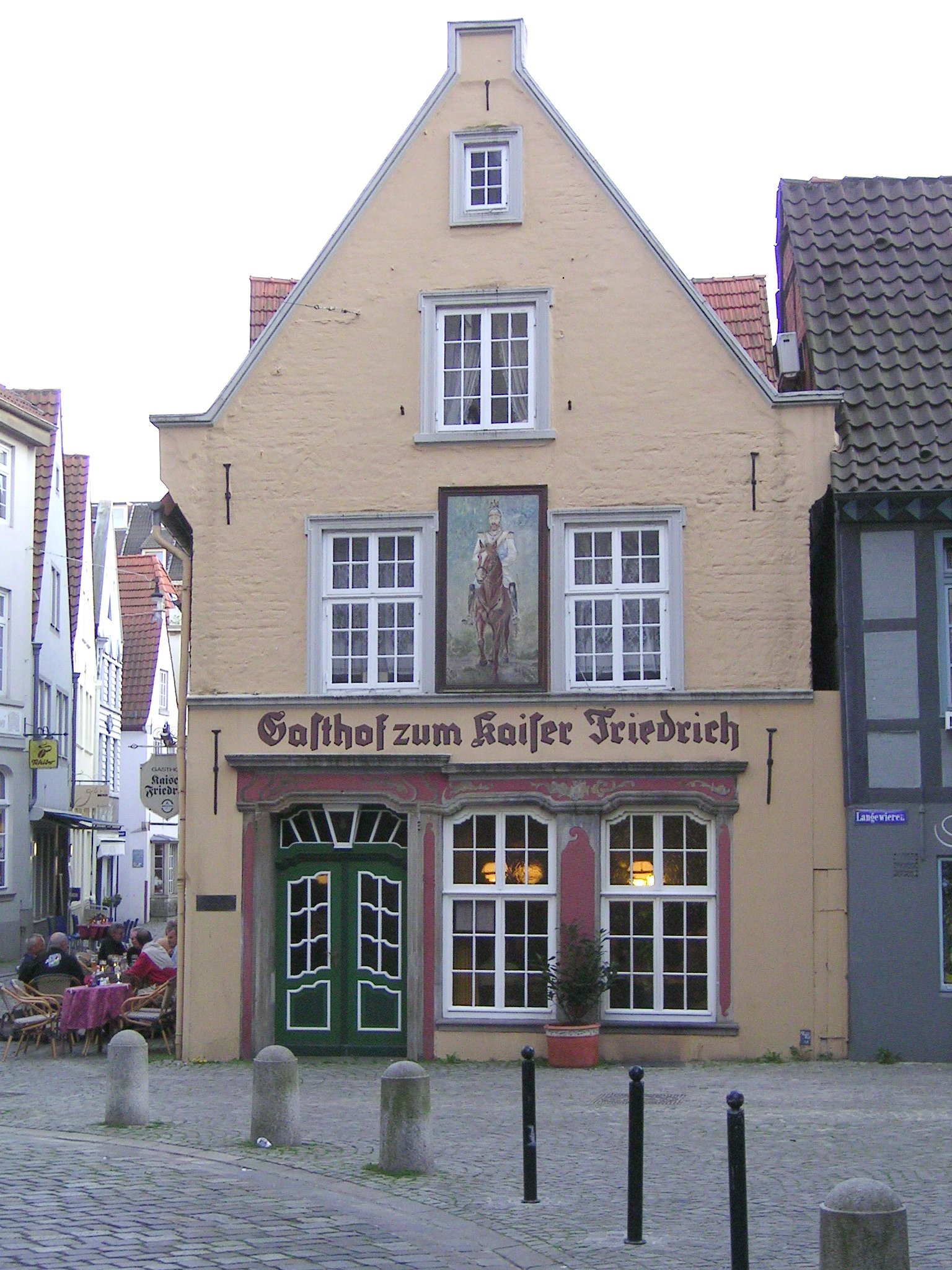
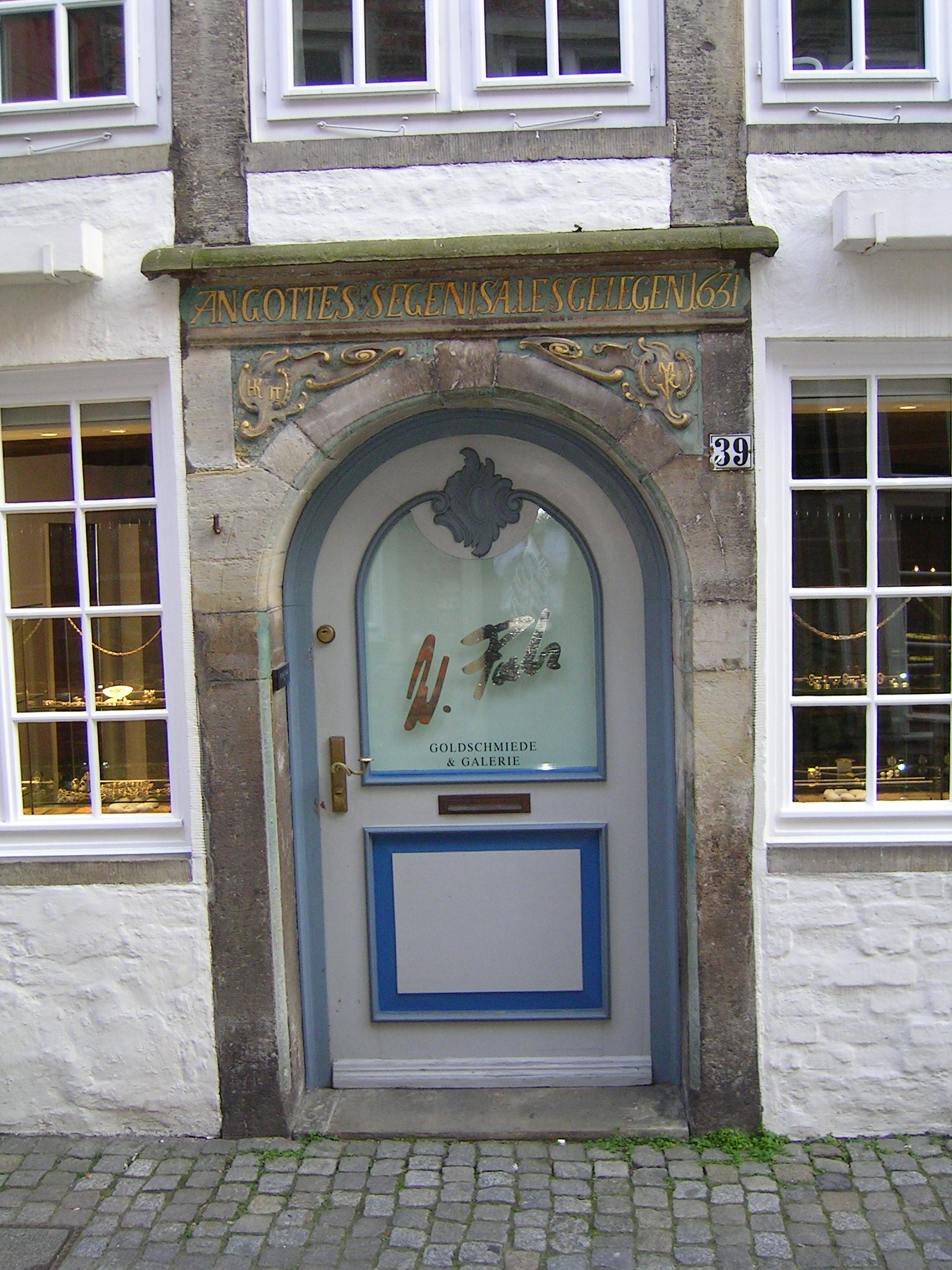
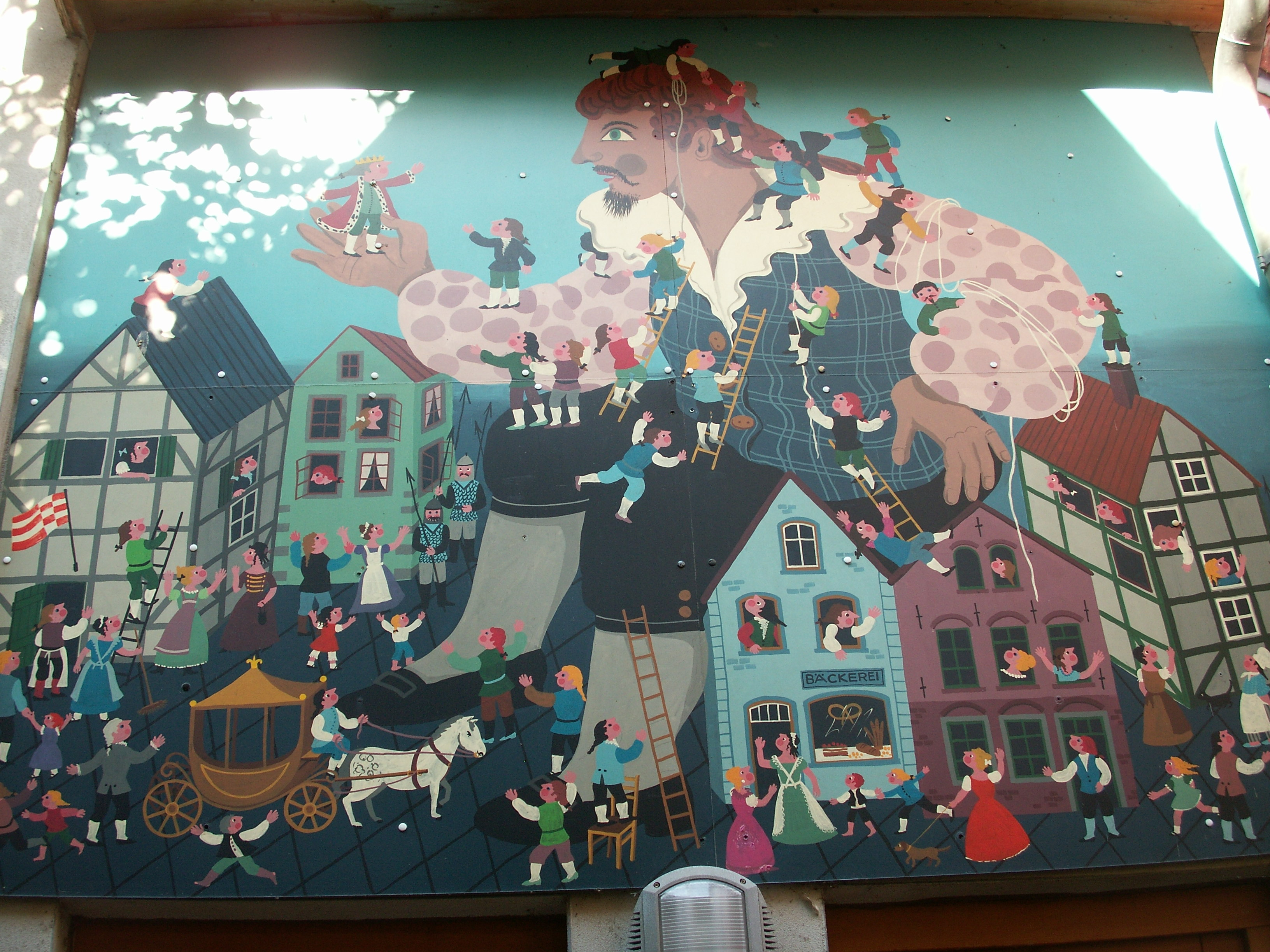